# Řečkovické podzemí
Řečkovické podzemí se nachází pod bývalým pivovarem v historickém centru městské části (MČ) Brno-Řečkovice a Mokrá Hora na Palackého náměstí, v těsné blízkosti kostela sv. Vavřince. Jedná se o spletitý systém a členitý relativně mělce uložených chodeb a nádrží. Sklep tvoří vstupní místnosti, spojovací chodba a dvě velké chodby, široké a s vysokou klenbou, v podzemí se nachází odbočka do kopulovitého prostoru se zděnou vysokou nádrží, ve vyšší úrovni pak pokračují další prostory. Zásadní část pivovarských sklepů je tvořena dvěma navzájem kolmými místnostmi širokými asi osm metrů a vysokých přibližně čtyři metry. Místnosti spojuje cihlová klenba a na jeden z hlavních sklepů navazují dvě souběžně vedoucí užší chodby. Šířka chodeb je cca od 3 do 6 m, výška potom 2,5 až více než 4 metry a mají délku cca od 18 do 60 metrů. Součástí podzemního systému jsou i tři kruhové rotundy.

## Historie
První pivovar byl v Řečkovicích vybudován zřejmě již před rokem 1545 za dob panování Markéty Karnarové, zvaná též jako Markéta z Řečkovic. Pivovar pravděpodobně vybudoval její první manžel, brněnský stavitel Martin Hybl.
Historie pivovarských sklepů v Řečkovicích sahá do 17. století, konkrétně do roku 1647. Voda do pivovaru byla přiváděna dřevěným potrubím z lesních rybníčků nad bývalou Lachemou a prameny z kopce Zápaď.
V 19. století pak byly sklepy rozšířeny, tehdy byl řečkovický pivovar asi po jedno desetiletí největším na území dnešního Brna. V roce 1834 došlo k rekonstrukci pivovaru a k dostavbě a rozšíření sklepů. Pivovar v té době jako jediný průmyslový podnik v Řečkovicích zaměstnával na sto lidí. Zdejší pivo neslo název Salvátor.
Svou činnost ukončil v roce 1892 poté, co přešel pod pivovar Moravia, který řečkovické prostory nechal fungovat už jen jako sladovnu.
Na konci druhé světové války se ve sklepení ukrývali místní občané před nálety a sklepy byly využity jako protiletecké kryty.
Po roce 1989 se provedla rekonstrukce nefunkční elektroinstalace, poté odvoz materiálu po předchozích uživatelích a geodetické zaměření sklepních prostorů (včetně části přístupné z protiatomového krytu z ulice Prumperk). V 90. letech 20. století se podzemí využívalo k uskladnění chemikálií různých podniků, např. podniku Lachema nebo byly prostory používány jako sklad vajec. Po roce 2001 se v rekonstrukci pivovarských sklepů již nepokračovalo a neprováděly se ani nejnutnější udržovací práce.
Spolek Za zdravé Řečkovice podal v roce 2022 návrh na zapsání Řečkovického podzemí do seznamu nemovitých kulturních památek České republiky.

## Sanace podzemí
V roce 2022 se rozběhla sanace podzemních prostor spočívající v rekonstrukci podzemní rotundy a k ní vedoucí historické chodby z bývalého zámku, dle znalce brněnského podzemí Aleše Svobody tato část tvoří pouze desetinu celého podzemního komplexu. Dvě třetiny podzemí by se mělo dle vedení městské části sanovat cementovo-popílkovou suspenzí o tloušťce 30-40 cm, podle starosty Marka Viskota kdykoliv odstranitelnou. S touto sanací podzemních prostor nesouhlasili zastupitelé Spolku Za zdravé Řečkovice, kteří byli přesvědčeni, že cementovo-popílková suspenze sklepy znehodnotí a nenávratně poškodí a požadovali pozastavení zakázky a vypracování takového projektu, který by nepočítal, dle jejich vyjádření, se zalitím sklepů betonem.

### Názory odborníků
Aleš Svoboda s postupem radnice nesouhlasil a argumentoval příklady (např. Mincmistrovský sklep) z Brněnského podzemí, kdy historické podzemí zůstalo zachováno. Jako komplex byly sklepy podle Svobody velmi hodnotné a stály za uchování pro budoucí generace. Petr Holub z brněnského pracoviště Národního památkového ústavu varoval, že bychom se zničením sklepů bez jejich důkladného poznání, mohli vystavit riziku odstranění důležité technologické součásti vývoje moravského pivovarnictví.